# Pavel Petera
Pavel Petera, né le 6 mai 1942 à Prague où il est décédé le 23 décembre 2013, est un ancien entraîneur tchécoslovaque de basket-ball.

## Palmarès
- 3e du championnat d'Europe 1977 et 1981
- Finaliste du championnat d'Europe 1985